# Captain Future (аниме)
Captain Future (яп. キャプテン・フューチャー Кяпутэн Фуютя, Капитан Будущее) — японский аниме-сериал, выпущенный студией Toei Animation. Экранизация была создана по мотивам всех рассказов Эдмонда Гамильтона — Капитан Будущее.  Сериал разделён на 13 отдельных историй Гамильтона, каждая из которой длится по 4 серии. Сюжет также значительно отличается от оригинала, и более модернизированный. Основной акцент идёт на то, что разум всегда превосходит грубую силу. Аниме было создано через год после смерти Гамильтона.

## Сюжет
История рассказывает о похождениях Кёртиса Ньютона, более известного, как «Капитан Будущее», родители которого умерли на искусственном спутнике, куда улетели с Земли, когда Кёртис был ещё ребёнком. Его отец был учёным, который вместе с доктором Саймоном Райтом работали на искусственном спутнике и построили робота Грега и андроида Ото. Во время катастрофы, в которой погибают родители Кёртиса, Саймон успевает переместить свой мозг в особый контейнер. Когда Кёртис вырастает, Саймон, Ото и Грег начали помогать ему сражаться с силами зла.

## Персонажи
| Персонажи                     | Японский Дубляж  |
| ----------------------------- | ---------------- |
| Капитан Будущее Кёртис Ньютон | Тайтиро Хирокава |
| Симон Райт                    | Киёси Кавакубо   |
| Отто                          | Кэйити Нода      |
| Грег                          | Кэнъити Огата    |
| Кэн Скотт                     | Кадзухико Иноуэ  |
| Джоан Рэндел                  | Эйко Масуяма     |
| Джон Уокер'                   | Акира Камия      |
| Марк Кало                     | Хидэкацу Сибата  |
| Эзра Гарнье                   | Кадзухико Кисино |
| Газоун                        | Кодзи Яда        |
| Яру                           | Бангзё Гинга     |

## Медия

### Аниме
Производством занимались студия Toei Animation, под контролем режиссёра Кацумата Томохару, по сценарию Цудзи Масаки, Канэко Такэо, Конами Фумио, Андо Тоёхиро. За музыкальные партии отвечал Оно Юдзи для японской версии и Кристиан Брюн, для немецкой версии. За дизайн персонажей отвечали Мори Тосио и Нода Такуо.Транслировался по телеканалу NHK с 7 ноября 1978 года по 28 декабря 1979 года. Всего выпущены 53 серии аниме.

### Локализация
Сериал был лицензирован американской компанией ZIV International, Inc., дублирован на французском, итальянском, испанском и немецком языках.  Европейский (и в частности - немецкий) дубляж, в отличие от оригинальной японской версии, имел совершенно другую звуковую дорожку, музыку для которой сочинил немецкий композитор Кристиан Брён (нем. Christian Bruhn). Немецкий саундтрек был написан в стиле диско-фанк, состоял из 15-и композиций в версии на виниловых пластинках и 18-и в переиздании на компакт-дисках. В России распространялся на пиратских кассетах в авторских одноголосых переводах Андрея Гаврилова, Михаила Иванова и Алексея Михалёва.